# NGC 33
NGC 33 és una estrella doble que es troba a la constel·lació del Peixos.
Va ser descoberta el 9 de setembre de 1864, per l'astrònom alemany Albert Marth.